# Groupe SEB
Pour les articles homonymes, voir Seb.
 (décembre 2024).
Le Groupe SEB, officiellement SEB SA, est une société française, numéro un mondial dans le domaine du petit équipement domestique,,.
En 2019, le Groupe SEB réalise un chiffre d'affaires de 7,354 milliards d'euros et emploie près de 34 263 personnes dans plus de 60 pays. La société est cotée en bourse Euronext Paris (sur le Compartiment A) et fait partie des indices boursiers : CAC All Shares, CAC All-Tradable, CAC Mid 60, CAC Mid & Small, Euronext 100 et SBF 120.
SEB est l'acronyme de Société d'emboutissage de Bourgogne.

## Histoire

### Histoire ancienne
En 1857, Antoine Lescure, rétameur, ouvre un atelier de ferblanterie à Selongey (Côte-d'Or). Repris par son fils Jean Lescure en 1865 celui-ci abandonne le commerce pour se consacrer exclusivement à la fabrication. La manufacture Jean-Lescure va devenir, grâce à la mécanisation de la production, une des principales ferblanteries du pays.
Avec la fin de la Première Guerre mondiale, le monde évolue et voit se développer la production d’objets manufacturés, ce qui profitera au développement de SEB. Au début du XXe siècle, plusieurs entrepreneurs, dont Robert Weintraud fondateur de la marque Rowenta, vont commercialiser des appareils domestiques. À la même période, débute à Vienne la production de fers à repasser électriques qui aboutira à la création de la société Calor en 1917. Cependant, le marché reste très restreint, la maison moderne étant un privilège réservé aux milieux urbains fortunés. Les arrière-petits-fils d’Antoine Lescure (Jean, Frédéric et Henri) relancent la société dans les années 1930 et se concentrent sur un produit phare, le « passe-lait » embouti. Pratique et solide, cet ustensile destiné à récupérer la crème du lait rencontre un succès immédiat qui permet de moderniser les infrastructures de production.
À partir de ce moment, l’entreprise va connaître une grande croissance basée sur la fabrication du produit en grande série pour diminuer son coût de revient tout en assurant au consommateur un produit plus solide, plus maniable, plus sûr et plus simple. Forte de son savoir faire dans la technique de l’emboutissage, l’entreprise adopte en 1944 la dénomination de « Société d’emboutissage de Bourgogne » ou SEB.
À la fin de la Seconde Guerre mondiale, les équipements ménagers se démocratisent et SEB s’engage dans la mutation de la cuisine. Son produit emblématique, la Super-Cocotte, lancée en 1953, fait rapidement exploser son chiffre d’affaires. Ce succès permet à SEB d’accélérer son développement fondé sur l’innovation, sur les acquisitions et sur les méthodes du marketing moderne qui prend son essor dans les années 1960.

### Histoire récente
SEB entreprend d’abord le rachat en 1968 de « Tefal », spécialisée dans les articles culinaires anti-adhésifs.
En 1972, le groupe acquiert « Calor », spécialisée dans les fers à repasser, les sèche-cheveux et les radiateurs électriques d'appoint et commence son implantation en Angleterre et aux États-Unis.
En 1973, la société holding SEB S.A est créée et le groupe est organisé, en 1975 l'action SEB est introduite à la Bourse de Paris. Le groupe s'implante au Japon.
En 1976, le siège social du groupe est transféré de Selongey à Écully et Emmanuel Lescure est nommé président du groupe SEB.
C'est en 1988, avec l’acquisition de « Rowenta », qui fabrique notamment des fers à repasser, des cafetières électriques, des grille-pain et des aspirateurs, que SEB prend véritablement une dimension internationale et devient le leader européen du petit équipement domestique.
En 1991, après son expansion géographique initiée dès les années 1970, le groupe s'implante au Mexique, Pologne, Tchéquie, Slovaquie, Portugal, Hongrie, Turquie et Canada.
En 1994, « Rowenta » commercialise l'aspirateur Dymbo.
En 1995, le groupe Seb s'implante en Russie, Émirats arabes unis, Brésil et Argentine et lance le cuiseur-vapeur électrique. Les marques Moulinex et Krups intègrent le groupe Seb.
En 1997 le groupe prend une dimension véritablement mondiale avec le rachat pour 220 millions de dollars d’Arno (pt), leader du petit électroménager au Brésil en 1997 ainsi que du colombien « Samuraï » et du vénézuélien « Volmo ».
En 2000, Thierry de La Tour d'Artaise est élu président-directeur général du groupe SEB.
En 2001, le groupe SEB rachète une partie des activités de son concurrent historique Moulinex/Krups, en redressement judiciaire, complétant ainsi ses positions sur les marchés matures,.
La décennie suivante est ensuite marquée par le développement du groupe dans les pays émergents, notamment par l’ouverture de filiales en Thaïlande, au Pérou, en Malaisie, à Taïwan, etc.
En 2004, après le lancement du ventilateur anti moustique Repelente d'Arno (pt), le groupe Seb acquiert pour 250 millions de dollars All-Clad, filiale américaine de Waterford Wedgwood, qui fabrique des articles culinaires haut de gamme,.
En 2005, le groupe Seb s'implante en Thaïlande et Malaisie et acquiert Lagostina (qui comprend également Zyliss), leader italien des articles culinaires haut de gamme en inox, SEB fait également l'acquisition de « Panex (pt) », leader brésilien des articles culinaires, présent essentiellement dans le milieu de gamme.
En 2006, Seb acquiert l'entreprise américaine « Mirro WearEver (en) » pour 28 millions d'euros et lance la friteuse électrique sans huile Actifry.
Le groupe prend entre 2006 et 2007 une prise de participation majoritaire dans la société chinoise « Supor (en) », cotée à la bourse de Shanghai. C’est la 1re fois qu’une société étrangère prend le contrôle d’une société cotée chinoise. Cette société spécialisée dans les articles de cuisine et dans le petit électro-ménager, emploie plus de 4 000 personnes et contribuerait aux chiffres d'affaires dès l'automne de cette même année. L'opération se déroule en deux phases, 30 % en août 2007 pour 115 millions d'euros et 21 % prochainement[Quand ?] grâce à une OPA pour 335 millions. Selon la direction cette acquisition permettra de « rester compétitif sur les entrées de gamme » et d'approvisionner directement les marchés asiatiques et américains,,. À cet effet, en 2009, un nouveau site industriel « Supor (en) » à Shaoxing est ouvert.
En 2010, Seb acquiert « Imusa (es) », leader colombien des articles culinaires.
En 2011, Seb acquiert 65 % d'« AsiaFan », principal fabricant de ventilateurs au Viêt Nam, qui emploie 700 personnes, pour un montant inconnu, et prend une participation de 55 % dans « Maharaja Whiteline », fabricant de petits électroménagers en Inde. La même année, Seb renforce de sa participation au capital de « Supor (en) » à 71,3 %,.
En 2012, en partenariat avec l'Oréal, lancement de Steampod.
En 2013, lancement du robot-cuiseur de « Moulinex » Cuisine Companion.
En mai 2014, Seb devient l'unique actionnaire de « Maharaja Whiteline » en acquérant les 45 % de participations qu'il ne détenait pas dans le fabricant indien.
En juillet 2015, Seb acquiert « OBH Nordica (en) », une entreprise suédoise spécialisée dans le petit électroménager, pour un montant inconnu auprès du fonds d'investissement Triton-Partners. Le groupe connaît une croissance fulgurante, doublant de taille en quelques années.
En mai 2016, Seb acquiert « Emsa », une société allemande spécialisée dans les carafes, les bouteilles isothermes, les ustensiles de cuisine et les boîtes de conservation. Le même mois, Seb annonce l'acquisition pour 1,02 milliard d'euros hors reprise de dette et 1,6 milliard d'euros dette incluse de « WMF », entreprise allemande présente dans le petit électroménager, mais surtout spécialisée dans les machines à café,. Il s'agit de la plus grosse acquisition de toute l'histoire du groupe.
En juin 2017, Seb inaugure son nouveau siège social à Écully, regroupant plusieurs sites de l'agglomération lyonnaise ainsi qu'une partie des effectifs de Selongey. Le groupe Seb acquiert la société suisse « Swizzz Prozzz », spécialisée dans les petits hachoirs manuels, équipés de systèmes multi-lames très performants.
En 2018, le Groupe SEB lance avec Monoprix un service de location de petit électroménager sous le nom de "Eurêcook" auprès des consommateurs urbains.
Le 9 janvier 2019, il acquiert « Wilbur Curtis », le no 2 américain des machines à cafés pour les professionnels pour un montant non divulgué et se renforce sur le segment des boissons chaudes et froides.
En octobre, Seb achète la société bretonne « Krampouz », spécialisée dans la conception, fabrication et commercialisation de crêpières, gaufriers, planchas et grils,.
Fin juin 2020, SEB se sépare de son activité jardin en la revendant à Poetic SAS. L'activité périphérique de jardinage présente au sein de la filiale Emsa représentait environ 10 millions d'euros annuel de chiffre d'affaires pour SEB,. Le groupe acquiert l'américain StoreBound, propriétaire des marques Dash et Sobro.
Le 25 janvier 2021, le groupe décide de s'associer à Chefclub, une marque importante sur les réseaux sociaux. L'objectif de ce partenariat est d'accroître la visibilité de ses produits et notamment la gamme de produits lancée entre Tefal et Chefclub.
Frappé par la pandémie de Covid en 2020, le groupe déplore une baisse de 20,9 % de son bénéfice net par rapport à 2019 (301 millions d'euros contre 380 millions en 2019).
En 2022, le groupe annonce le rachat de l'entreprise espagnole Zummo, leader mondial des machines d'extraction de jus de fruits.
En 2024, le groupe SEB rachète le groupe Sofilac comprenant les marques Charvet (Isère) et Lacanche (Côte-d'Or),. De ce fait, ils renforcent leur présence sur le marché du matériel de cuisine pour les professionnels. Autrefois complémentaire avec Matfer Bourgeat, SEB devient progressivement un concurrent important de cet autre groupe d'entreprise français. Par ailleurs, les sociétés Bourgeat et Charvet ne sont distantes que de 15 km,.
En janvier 2025, le groupe SEB rachète la société La Brigade de Buyer, qui réalise un chiffre d'affaires de 66 millions d'euros, et embauche 290 salariés sur trois sites de production. Elle fabrique notamment les ustensiles de cuisine De Buyer, dans les Vosges, mais aussi les couteaux Rousselon Dumas-Sabatier, à Thiers .

## Actionnaires
Liste des principaux actionnaires :

### au14 décembre 2021[53]
| Nom                                                      | %      |
| -------------------------------------------------------- | ------ |
| Lescure (famille)                                        | 31,9 % |
| Federactive                                              | 9,37 % |
| ISALT-Investissements Stratégiques en Actions Long Terme | 4,74 % |
| Peugeot Invest                                           | 3,65 % |
| Seb (Actionnariat salarié)                               | 2,23 % |
| Oddo BHF Asset Management                                | 1,62 % |
| Norges Bank Investment Management                        | 1,40 % |
| The Vanguard Group                                       | 1,38 % |
| Invesco Advisers                                         | 1,23 % |
| Thierry de La Tour d'Artaise                             | 0,99 % |

### au 9 décembre 2024[54]
| Nom                                                | %     | Valorisation (en millions d’euros) |
| -------------------------------------------------- | ----- | ---------------------------------- |
| Lescure (famille)                                  | 34,23 | 1983                               |
| Federactive                                        | 7,16  | 415                                |
| BPInvestment France                                | 5,24  | 304                                |
| Investissements Stratégiques en Actions long Terme | 4,73  | 274                                |
| Peugeot Invest                                     | 4,01  | 238                                |
| Crédit mutuel Asset Management                     | 1,17  | 68                                 |
| Thierry de La Tour d'Artaise                       | 0,94  | 55                                 |
| Kammarkollegiet Kapitalförvaltning                 | 0,62  | 36                                 |

## Activité
Le groupe a réalisé 6,81 milliards d'euros de chiffre d’affaires en 2018, en croissance de 4,3 % par rapport à 2017. Le résultat net pour la même année est de 419 millions. La firme emploie 33 974 salariés au 31 décembre 2018. SEB lance plus de 250 nouveaux produits par an et emploie quelque 1 300 personnes en innovation incluant notamment des designers.

### Implantation

Implantations industrielles du groupe SEB dans le monde.

Présent dans plus de 150 pays dans le monde, le groupe réalise plus de 44 % de ses ventes dans les pays émergents. En 2018, 41 % des ventes sont réalisées en Europe occidentale, 24 % en Chine, 12 % en autres pays EMEA, 10 % en Amérique du Nord, 9 % en autres pays Asie-Pacifique, et 5 % Amérique du Sud. Le groupe SEB dispose de 41 sites industriels dans le monde.

### Produits fabriqués

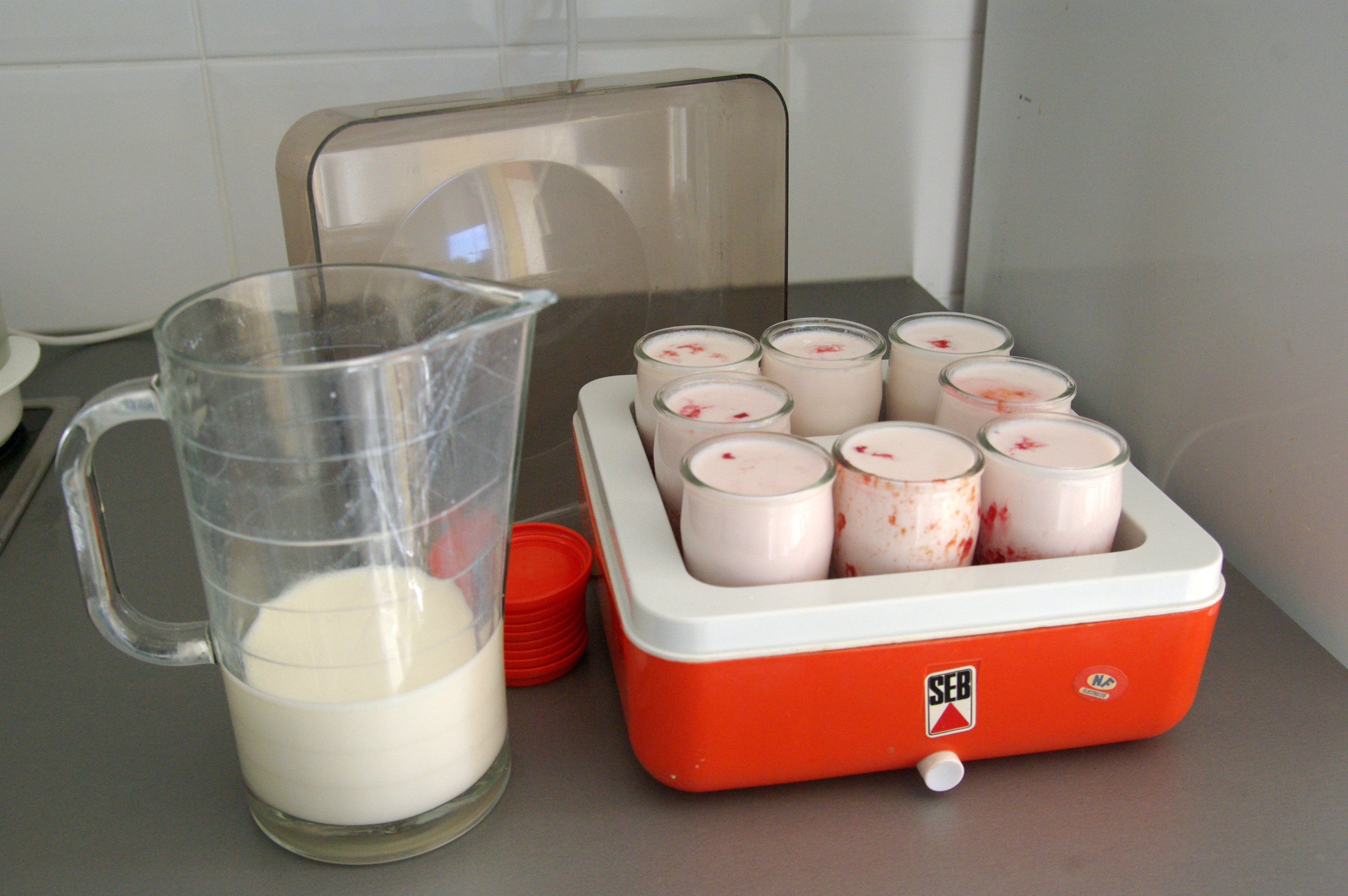
Yaourtière de marque SEB pour fabriquer des yaourts à la maison.

- Articles culinaires : poêles, casseroles, autocuiseurs, faitouts, ustensiles, etc.
- Cuisson électrique : grille-pain, friteuses, cuit vapeur, barbecues, gaufriers, fours posables, etc.
- Préparation : robots, batteurs, mixers, cafetières filtre ou à la dosette, machines à bière
- Soin du linge : fers à repasser vapeur, générateurs de vapeur, machines à laver non automatiques, etc.
- Soin de la personne : pèse-personnes électroniques, sèche-cheveux, épilateurs, tondeuses, sets manucure, etc.
- Confort & soin de la maison : radiants, appareils de chauffage mobiles, ventilateurs, traitement de l’air, aspirateurs, etc.
- Loisirs : consoles de jeu (Telescore 750, 752).
- Objets connectés : i-Companion, robot multicuiseur connecté, qui remporte le prix spécial de la cuisine et de l'électroménager au Trophée 2016 des objets connectés[57].
- Vélos électriques : l'entreprise se diversifie en fabriquant des vélos électriques pour la marque Angell à partir de 2020[58].

### Marques
Le groupe SEB possède plus de 30 marques à forte notoriété nationale ou mondiale.
- Air'T[48]
- All-Clad
- Sofilac[48]
- Arno (pt)
- ASIAvina
- Calor
- Charvet[48]
- Clock
- Dash
- Emsa
- Esteras
- Hepp
- Imusa (es)
- Original Kaiser
- Krampouz
- Krups
- Lacanche[48]
- Lagostina
- Maharaja Whiteline
- Mirro (en)
- Moulinex
- OBH Nordica (en)
- Open'Cook[48]
- Panex (pt)
- Rochedo
- Rowenta
- Samuraï
- Schaerer AG (de)
- SEB
- Silit (de)
- Sobro[44]
- Supor (en)
- Tefal
- Umco
- Mirro WearEver (en)
- Wilbur Curtis
- WMF
- Zummo

‌

#### Calor
Calor est une marque française ; la société a été fondée en 1917 à Lyon par Léo Trouilhet.
Elle a intégré le groupe SEB en 1972.
Paul Rivier en est le PDG de 1989 à 1993.
En 2007, elle poursuit toujours son activité de fabrication de fers à repasser et de sèche-cheveux et a cessé la commercialisation des grille-pain et des radiateurs.
Son usine de production se trouve à Pont-Évêque en Isère et emploie au total environ 700 personnes en 2023.